# Azul-cobalto
O azul-cobalto é um pigmento de cor azulada que pode ser carcinogênico.